# Musimundo

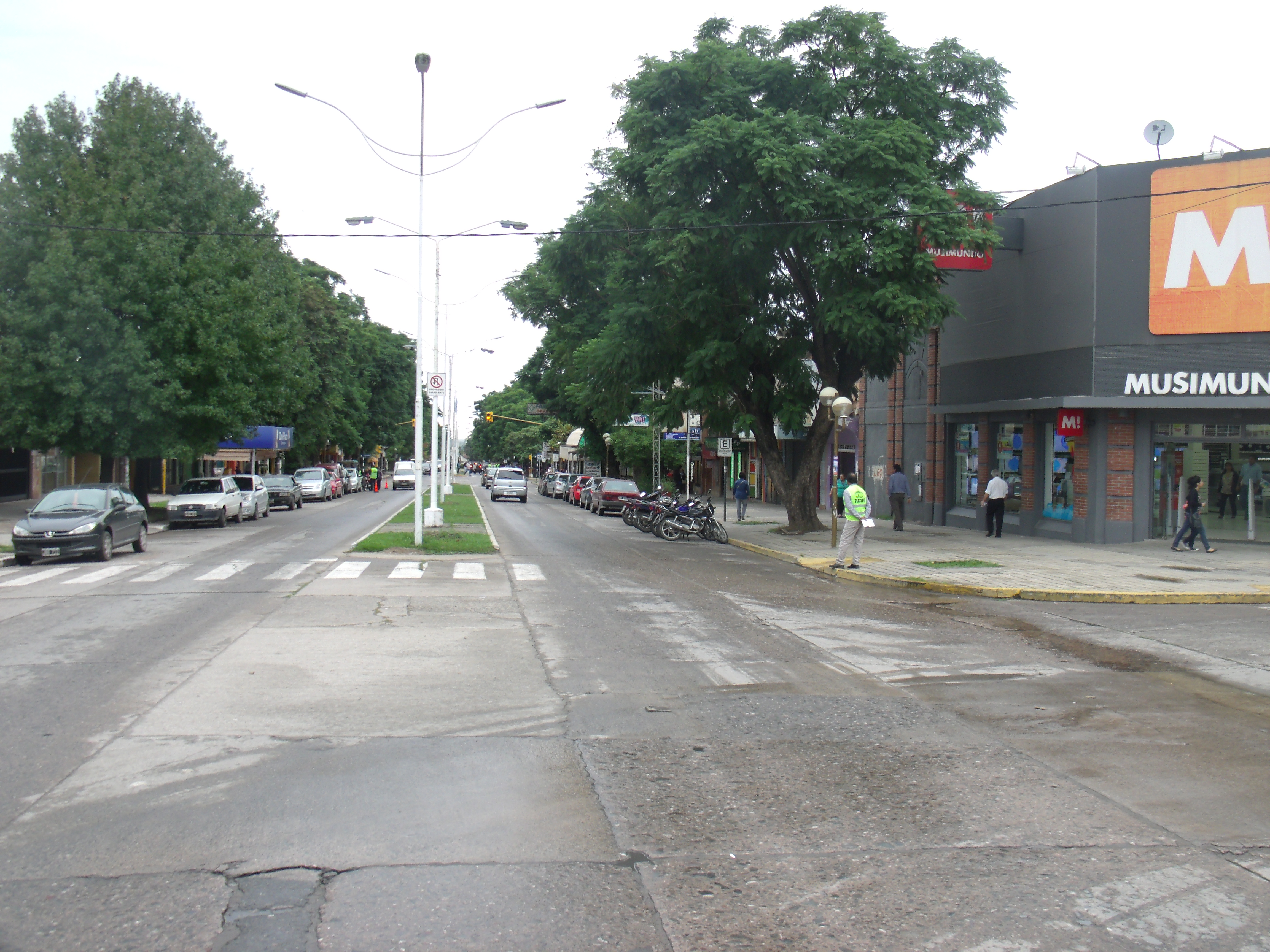
Local de Musimundo en Tafí Viejo, Tucumán.

Musimundo es una cadena de electrodomésticos, artículos para el hogar, informática y entretenimiento argentina, con 264 sucursales en todo el país a julio de 2017. La marca nació en los años 70 como tienda especializada en música, en la década de 1990 se expandió abruptamente a toda la Argentina y comenzó a vender libros y productos electrónicos e informáticos.
En 2011 fue adquirida por 2 de los 3 licenciatarios de la cadena de artículos para el hogar Megatone, incorporó la venta de electrodomésticos y sumó locales por el cambio de marca de Megatone a Musimundo de los locales correspondientes a las empresas Carsa y Electrónica Megatone.
La sede central de Carsa se encuentra en Resistencia y la de Electrónica Megatone en Santa Fe, y ambas poseen oficinas en Buenos Aires. Poseen centros de distribución en Santa Fe, Campana, Ezeiza y Resistencia.

## Historia
La empresa fue creada en 1952 con el nombre de Elgar Disquería, y en los años 1970 recién apareció el primer local con la marca Musimundo.
En 1998 fue adquirida por el Grupo Exxel, que comenzó un agresivo plan de expansión que llevó la firma de 62 a 120 locales en 1999. En 2001 la crisis general del país, el auge de la piratería y una excesiva confianza en el mercado impactaron negativamente sobre la compañía, que presentó un concurso de acreedores y cerró unos 30 locales.
En 2003 fue adquirida por el grupo Pegasus. Pegasus pudo incrementar las ventas pero no fue suficiente y en 2011 aún se hallaba en concurso de acreedores. Durante ese lapso cerró sucursales insignia como la de Santa Fe y Callao en la Ciudad de Buenos Aires, hasta que finalmente la vendió en U$S 15 millones de dólares, lo cual a juzgar de analistas económicos es una muestra de la caída en la rentabilidad de la compañía.
En 2011 Electrónica Megatone y Carsa, licenciatarias de la marca Megatone adquirieron la marca y los locales de Musimundo, cambiando estas dos su marca principal Megatone por Musimundo; la otra licenciataria de Megatone Bazar Avenida se hallaba en concurso de acreedores y no participó de la adquisición. Con sus nuevos dueños Musimundo amplió su rubro a venta de artículos para el hogar y electrodomésticos. La razón de la compra y del cambio de nombre estuvo sustentada en la presencia de locales y grado de conocimiento de la marca Musimundo en Buenos Aires.